# Aeschynanthus angustioblongus
Aeschynanthus angustioblongus är en tvåhjärtbladig växtart som beskrevs av Wen Tsai Wang. Aeschynanthus angustioblongus ingår i släktet Aeschynanthus och familjen Gesneriaceae. Inga underarter finns listade i Catalogue of Life.